# وعي نقدي
الوعي النقدي (بالإنجليزية: Critical consciousness)‏ هو مفهوم تعليمي واجتماعي شائع طوره المربي البرازيلي والمنظر التربوي باولو فريري، وهو يرتكز على النظرية النقدية لما بعد الماركسية. يركز الوعي النقدي على تحقيق فهم متعمق للعالم، مما يسمح بإدراك التناقضات الاجتماعية والسياسية وكشفها. يشمل الوعي النقدي أيضًا اتخاذ إجراءات ضد العناصر القمعية في حياة المرء التي ينيرها هذا الفهم.